# Waitress (comédie musicale)
Pour l’article homonyme, voir Waitress.
Waitress est une comédie musicale écrite et composée par Sara Bareilles et un livret de Jessie Nelson. La comédie musicale est basée sur le film du même nom sorti en 2007, écrit par Adrienne Shelly.
Les droits du film ont été achetés en 2007, tandis que l'équipe de création de la comédie musicale était assemblée en 2013. La production originale de Waitress a été créée au American Repertory Theatre à Cambridge en août 2015, sous la mise en scène de Diane Paulus et une chorégraphie de Chase Brock, mettant en vedette Jessie Mueller, Drew Gehling et Joe Tippett dans le rôle de Jenna, Jim et Earl, respectivement. Il a fait ses débuts à Broadway au Brooks Atkinson Theatre en avril 2016. Une tournée nationale américaine a débuté le 20 octobre 2017. En 2019, Waitress a ouvert ses portes au Adelphi Theatre, dans le West End de Londres.

## Histoire
La comédie musicale raconte l'histoire de Jenna Hunterson, une serveuse qui se sent emprisonnée dans un mariage malheureux avec Earl qui est un mari violent. Lorsque Jenna tombe enceinte inopinément, elle entame une liaison avec son gynécologue, le docteur Jim Pomatter. À la recherche d'un moyen de s'en sortir, elle voit dans un concours de tartes et son grand prix sa chance.

## Productions

### Cambridge (2015)
Waitress a commencé ses représentations à l'American Repertory Theatre le 2 août 2015, avant l'ouverture officielle le 19 août 2015, pour une durée limitée jusqu'au 27 septembre 2015,. Le spectacle était présenté avec un livret de Jessie Nelson, sous la mise en scène de Diane Paulus, chorégraphié par Chase Brock, décors de Scott Pask, costumes de Suttirat Anne Larlarb, éclairages de Kenneth Posner, direction musicale de Nadia DiGiallonardo et sons par Jonathan Deans. Le casting était composé de Jessie Mueller dans le rôle de Jenna, Drew Gehling dans celui de Jim, Joe Tippett dans celui de Earl, Jeanna de Waal dans celui de Dawn, Keala Settle dans celui de Becky, Dakin Matthews dans celui de Joe, Jeremy Morse dans celui de Ogie et Eric Anderson dans celui de Cal.

### Broadway (2016)
Dès les avant-premières de Cambridge, il a été annoncé que la production serait transférée à Broadway en mars 2016. Les previews de Broadway ont débuté le 25 mars 2016 au Brooks Atkinson Theatre, l'ouverture officielle étant prévue pour le 24 avril. Lorin Latarro a remplacé Chase Brock en tant que chorégraphe et Christopher Akerlind a remplacé Kenneth Posner en tant que concepteur d'éclairage. Pour la production de Broadway, des éléments du livre ont été réécrits, une nouvelle chorégraphie a été développée et une nouvelle chanson a été écrite par Bareilles.
Parmi les changements de casting, Nick Cordero a repris le rôle d'Earl, Kimiko Glenn dans le rôle de Dawn, et Christopher Fitzgerald, qui a participé à l'atelier de New York, dans le rôle d'Ogie. Au cours des avant-premières, la production a établi un nouveau record pour une performance unique au Brooks Atkinson Theatre, pour un montant de 145 532 $. La production avait nécessité un investissement initial de 12 millions de dollars.
Une serveuse a écrit l'histoire à Broadway avec les quatre meilleurs spots créatifs d'un spectacle rempli de femmes (Sara Bareilles, Jessie Nelson, Lorin Latarro et Diane Paulus). De plus, la création des costumes et la direction musical étaient faites par des femmes. Sara Bareilles a déclaré qu'elle était fière de faire partie d'une équipe exclusivement féminine: "C'est vraiment amusant d'être un exemple de ce à quoi cela peut ressembler. Nous sommes un groupe de femmes qui sont profondément engagées à trouver le moyen de construire une vision." Seule la comédie musicale de 1978 à Broadway, Runaways, avait une histoire similaire, avec un livre, de la musique, des paroles, une chorégraphie et une mise en scène tous écrits par Elizabeth Swados.

### Tournée nationale US (2017)
Une tournée nationale américaine a débuté à Playhouse Square à Cleveland le 20 octobre 2017.

### Philippines (2018)
La première production internationale, produite par Atlantis Theatrical, a débuté en novembre 2018 à l'auditorium Carlos P. Romulo avec Joanna Ampil dans le rôle de Jenna.

### West End (2019)
La production a fait ses débuts dans le West End de Londres le 8 février 2019 (avant-premières) au Adelphi Theatre et présentait Katharine McPhee dans le rôle de Jenna, et Jack McBrayer dans le rôle d'Ogie.

## Personnages
| Personnages      | Voix          |
| ---------------- | ------------- |
| Jenna Hunterson  | Mezzo-Soprano |
| Dr. Jim Pomatter | Tenor         |
| Earl Hunterson   | Bariton       |
| Becky            | Mezzo-Soprano |
| Dawn             | Mezzo-Soprano |
| Ogie Anhorn      | Tenor         |
| Cal              | Bariton       |
| Joe              | Bariton       |

## Distribution
| Personnage       | American Repertory Theater (2015) | Broadway (2016)        | US tour (2017)       | West End (2019)   | UK/Ireland tour (2021) | Japon (2025)                        |
| ---------------- | --------------------------------- | ---------------------- | -------------------- | ----------------- | ---------------------- | ----------------------------------- |
| Jenna Hunterson  | Jessie Mueller                    | Jessie Mueller         | Desi Oakley          | Katharine McPhee  | Lucie Jones            | Mitsuki Takahata                    |
| Dr. Jim Pomatter | Drew Gehling                      | Drew Gehling           | Bryan Fenkart        | David Hunter      | Matt Willis            | Win Morisaki                        |
| Earl Hunterson   | Joe Tippett                       | Nick Cordero           | Nick Bailey          | Peter Hannah      | Tamlyn Henderson       | Kouki Mizuta                        |
| Becky            | Keala Settle                      | Keala Settle           | Charity Angél Dawson | Marisha Wallace   | Sandra Marvin          | LiLiCo                              |
| Dawn             | Jeanna de Waal                    | Kimiko Glenn           | Lenne Klingaman      | Laura Baldwin     | Evelyn Hoskins         | Sonim                               |
| Joe / Josie      | Dakin Matthews                    | Dakin Matthews         | Larry Marshall       | Shaun Prendergast | Michael Starke         | Atsushi Yamanishi                   |
| Ogie Anhorn      | Jeremy Morse                      | Christopher Fitzgerald | Jeremy Morse         | Jack McBrayer     | George Crawford        | Obata no Onīsan / Hirocho Nishimura |
| Cal              | Eric Anderson                     | Eric Anderson          | Ryan G. Dunkin       | Stephen Leask     | Christopher D. Hunt    | Yoji Tanaka                         |

## Enregistrement
Sara Bareilles a enregistré son cinquième album studio, What's Inside: Songs from Waitress, mettant en vedette des chansons de la comédie musicale. Il a été publié par Epic Records le 6 novembre 2015. L'album a fait ses débuts au dixième rang du palmarès Billboard 200 américain.
En avril 2016, il a été annoncé qu'un album interprété par la troupe de la comédie musicale serait enregistré le mois suivant. L'enregistrement original de la distribution de Broadway a été publié en téléchargement numérique le 3 juin et la sortie physique a suivi le 1er juillet 2016. L'album a été produit par Bareilles avec Neal Avron et enregistré par DMI Soundtracks.

## Récompenses et nominations
| Année | Cérémonie                    | Catégorie                                                    | Nomination                                                   | Résultat   | Ref    |
| ----- | ---------------------------- | ------------------------------------------------------------ | ------------------------------------------------------------ | ---------- | ------ |
| 2016  | Tony Award                   | Best Musical                                                 | Best Musical                                                 | Nomination | [ 15 ] |
| 2016  | Tony Award                   | Best Original Score                                          | Sara Bareilles                                               | Nomination | [ 15 ] |
| 2016  | Tony Award                   | Best Performance by a Leading Actress in a Musical           | Jessie Mueller                                               | Nomination | [ 15 ] |
| 2016  | Tony Award                   | Best Performance by a Featured Actor in a Musical            | Christopher Fitzgerald                                       | Nomination | [ 15 ] |
| 2016  | Drama Desk Award             | Outstanding Musical                                          | Outstanding Musical                                          | Nomination | [ 16 ] |
| 2016  | Drama Desk Award             | Outstanding Actress in a Musical                             | Jessie Mueller                                               | Nomination | [ 16 ] |
| 2016  | Drama Desk Award             | Outstanding Featured Actor in a Musical                      | Christopher Fitzgerald                                       | Lauréat    | [ 16 ] |
| 2016  | Drama Desk Award             | Outstanding Outstanding Book of a Musical                    | Jessie Nelson                                                | Nomination | [ 16 ] |
| 2016  | Drama Desk Award             | Outstanding Music                                            | Sara Bareilles                                               | Nomination | [ 16 ] |
| 2016  | Drama Desk Award             | Outstanding Lyrics                                           | Sara Bareilles                                               | Nomination | [ 16 ] |
| 2016  | Drama League Award           | Outstanding Production of a Broadway or Off-Broadway Musical | Outstanding Production of a Broadway or Off-Broadway Musical | Nomination | [ 17 ] |
| 2016  | Drama League Award           | Distinguished Performance Award                              | Jessie Mueller                                               | Nomination | [ 17 ] |
| 2016  | Outer Critics Circle Award   | Outstanding New Broadway Musical                             | Outstanding New Broadway Musical                             | Nomination | [ 18 ] |
| 2016  | Outer Critics Circle Award   | Outstanding Actress in a Musical                             | Jessie Mueller                                               | Nomination | [ 18 ] |
| 2016  | Outer Critics Circle Award   | Outstanding Featured Actor in a Musical                      | Christopher Fitzgerald                                       | Lauréat    | [ 18 ] |
| 2016  | Outer Critics Circle Award   | Outstanding New Score (Broadway or off-Broadway)             | Sara Bareilles                                               | Nomination | [ 18 ] |
| 2016  | Broadway.com Audience Awards | Favorite Musical                                             | Favorite Musical                                             | Nomination | [ 19 ] |
| 2016  | Broadway.com Audience Awards | Favorite Actress in a Musical                                | Jessie Mueller                                               | Nomination | [ 19 ] |
| 2017  | Grammy Award                 | Best Musical Theater Album                                   | Best Musical Theater Album                                   | Nomination | [ 20 ] |